# Tommerup Kommune
| Strukturdaten       | Strukturdaten  |
| ------------------- | -------------- |
| Sitz der Verwaltung | Tommerup       |
| Fläche              | 73,65 km²      |
| Einwohner           | 7.865 (2006)   |
| Kommune seit 2007   | Assens Kommune |

Tommerup Kommune war bis Dezember 2006 eine dänische Kommune im damaligen Fyns Amt im Westen der Insel Fünen. Seit Januar 2007 ist sie zusammen mit der „alten“ Assens Kommune, der Glamsbjerg Kommune, der Haarby Kommune, der Vissenbjerg Kommune und der Aarup Kommune Teil der neuen Assens Kommune.
Tommerup Kommune entstand im Jahre 1966, ging der Verwaltungsreform von 1970 voraus und umfasste folgende Sogn:
- Broholm Sogn
- Brylle Sogn
- Tommerup Sogn
- Verninge Sogn